# 妻崎站
妻崎站（日语：／ Tsumazaki eki */?）是位於山口縣宇部市大字東須惠字濱田，西日本旅客鐵道（JR西日本）的小野田線車站。

## 車站構造

### 站房
單層式木建站房一座。

### 月台
設有1面2線的島式月台，可進行列車交會。兩月台之間設有站內平交道。
| 月台     | 路線      | 上下行 | 方向         |
| -------- | --------- | ------ | ------------ |
| 站房方   | ■小野田線 | 上行   | 宇部新川方向 |
| 站房對面 | ■小野田線 | 下行   | 小野田方向   |

## 歷史
- 1929年5月16日：宇部電氣鐵道（日语：宇部電気鉄道）沖之山舊礦站（後來為宇部港站（日语：宇部港駅））至居能至雀田至新沖山站之間開通，此站啟用。
- 1941年11月29日：宇部電氣鐵道合併至宇部鐵道（日语：宇部鉄道），成為宇部鐵道車站。
- 1943年5月1日：宇部鐵道被國有化。成為宇部西線車站。
- 1948年2月1日：宇部西線改名為小野田線，成為小野田線車站。
- 1955年12月1日：貨物提取服務取消[1]。
- 1983年3月8日：降為無人車站，簡易委託化[2][3]。
- 1987年4月1日：隨國鐵分割民營化，車站由西日本旅客鐵道（JR西日本）營運。

## 使用狀況
以下為近年使用人次：
| 乘車人次變化 | 乘車人次變化 |
| 年度         | 1日平均人次  |
| ------------ | ------------ |
| 1999         | 106          |
| 2000         | 95           |
| 2001         | 93           |
| 2002         | 69           |
| 2003         | 60           |
| 2004         | 55           |
| 2005         | 40           |
| 2006         | 41           |
| 2007         | 37           |
| 2008         | 33           |
| 2009         | 30           |
| 2010         | 33           |
| 2011         | 34           |
| 2012         | 30           |
| 2013         | 29           |
| 2014         | 22           |
| 2015         | 19           |
| 2016         | 18           |
| 2017         | 21           |
| 2018         | 25           |
| 2019         | 22           |
| 2020         | 21           |
| 2021         | 14           |
| 2022         | 16           |

## 相鄰車站
西日本旅客鐵道（JR西日本）
■小野田線
居能－妻崎－長門長澤

## 外部連結
- 妻崎｜車站資訊：JR出門網 - 西日本旅客鐵道（日語）